# John Trudell
John Trudell (15 de fevereiro de 1946 – 8 de dezembro de 2015) foi um ativista pela defesa dos direitos de povos indígenas, escritor, poeta, ator e músico nativo norte-americano. Foi o porta-voz da Indians of All Tribes da ocupação de Alcatraz, em 1969. Foi apresentador da Radio Free Alcatraz. Durante a maior parte da década de 1970, atuou como presidente do Movimento Indígena Americano, com sede em Minneapolis, Minnesota.
Depois que sua esposa grávida, três filhos e sua sogra foram mortos(as) em 1979, em um incêndio suspeito, na casa de seus sogros, na reserva indígena Duck Valley, das tribos Shoshone-Paiute, em Nevada, Trudell voltou-se para a escrita, a música e o cinema, como segunda carreira. Atuou em filmes na década de 1990. O documentário Trudell (2005) foi feito sobre ele e sua vida como ativista e artista.